# Ġ
Ġ är ett g med en punkt över bokstaven. Bokstaven uttalas som Ž, alltså:  [ʒ]. Ġ finns i maltesiskan. Det är den sjunde bokstaven i det maltesiska alfabetet. Ett exempel på det är att Sant Julian, på östra Malta kallas för San Ġilljan.